# オズワルド・チェンバーズ
オズワルド・チェンバーズ（Oswald Chambers, 1874年6月24日 - 1917年11月15日）は、スコットランド出身で、キリスト教プロテスタントバプテスト派の伝道者、神学校教師、説教家。

## 生い立ち
1874年6月24日、スコットランドのアバディーンにバプテスト派の牧師クラレンス・チャエンバーズとハンア・チャンバーズの8人兄弟の第7子として生まれる。父の転勤に伴い、1876年にイングランドのストーク＝オン＝トレントへ引越し、その後スコットランドのパースへ引っ越したのち、1889年に父親が巡回教職者になったことに伴ってロンドンへ移住。1990年、彼が16歳の時に洗礼を受け、ライ・レイン・バプテスト教会の会員になる。クリスチャンのスポーツ選手フラハーティーに信仰の指導を受ける。C.H.スポルジョンの説教を聞いて回心した。チェンバーズは10代の頃から深い霊性を持っており、地元のログハウスに住む貧しい人々への福音伝道に参加したこともあった。また同時に、彼は音楽と美術の才能に恵まれていた。
1893年から2年間、ナショナル・アート・トレーニング・スクール（現：ロイヤル・カレッジ・オブ・アート）で学び、奨学金を提案されたが彼は拒否した。1896年にエディンバラ大学に入学するが、 フリー・セント・ジョージズ・チャーチの牧師アレクサンダー・ワイトに大きく影響を受ける。同大学在学中に献身を決意し、グラスゴー近郊にあるダヌーン聖書訓練大学へ進学。在学中W.クウォリから大きな影響を受け、卒業後すぐに同大学の哲学教師になった。また、1898年に創設者ダンカン・マクグレゴーが負傷したのちは、その職務の多くを引き継いだ。

## ホーリネス運動への参加
ダヌーン大学で教鞭をとっている時期に、ペンテコステ祈祷連盟の創設者兼顧問弁護士であるリチャード・ハリスに影響を受ける。その際、F.B.マイヤーに説教で聖霊について聞き、彼は聖霊のバプテスマを求めて祈った。1905年にハリスはチェンバースを「特別な力を持つ新たな説教者」として紹介した。同組織での活動中、チェンバーズは日本のホーリネス活動家中田重治と出会う。彼によって世界宣教に興味を持ったチェンバーズは、翌年中田と共にアメリカ合衆国経由で日本へと出港した。1907年、チェンバーズはオハイオ州シンシナティにあるホーリネスの教育機関ゴッズ・バイブル・スクールで半年間教え、その後チャールズ・カウマンと共に日本で数ヶ月間を過ごした。また、日本滞在中に柏木聖書学院を訪問した。
1907年の年末にイギリスに帰国したチェンバーズは、ホーリネス運動が異言をめぐって対立し、新しい教派を設立するかどうかで分裂していることを知った。彼自身は異言を否定しなかったが、聖霊のバプテスマを既に受けた人々からは批判された。
1908年に再度米国を訪問。自身がよく知る友人の娘であるガートルード・ホッブス（愛称：ビディー）と出会い、1910年5月に結婚した。そして、1913年５月24日に長女キャスリーンが生まれる。妻ビディーは1分間に250語を速記する能力を持っており、結婚前からチェンバーズの説教や授業を記録していた。また、1907年から1910年の間、ペンテコステ祈祷連盟の巡回伝道者と代表を務めた。

## バイブル・トレーニング・カレッジ
1911年、チェンバーズはグレーター・ロンドンにあるペンテコステ祈祷連盟から贈与された土地にバイブル・トレーニング・カレッジを創設し、校長となった。彼は、「質問するすべての人に与える」べきであると信じており、あらゆる年齢、教育、階級の生徒だけでなく、困っている人にも対応した。「誰もドアから背を向けられなかったし、人が求めたものは何でも、お金、冬のオーバー、または食事が与えられた。」1911年から1915年にかけて106名の学生が参加し、1915年7月に40名が宣教師となった。

## その後の生涯
- 1915年-1917年第一次世界大戦中に、 英国連邦兵士のYMCAチャプレンとしてエジプトで働く。ゼイトゥーンの仮兵舎で、兵隊達の物質的、霊的な必要のために働いた。その時、アレンビー大将の軍隊が、トルコの支配から、エルサレムとパレスチナを開放する戦いをしていた。
- 1917年11月15日 エジプトのカイロで虫垂炎の破裂のために死去。（43歳）
- 彼自身は,生前一冊だけ本（Baffled to Fight Better）を書いた。しかし、一分間に150語を速記する能力を持った妻が大学での講義とエジプトでの説教を筆記した。妻は、チェンバーズの死後、30年間を費やして、口述筆記を元に30冊以上の本を出版した。

## 著書
- 『いと高き方のもとに（My utmost for his highest）』、いのちのことば社、1990
- 『「祈りの時」を変える黙想（Prayer,A holy occuoation）』、棚瀬多喜雄訳、いのちのことば社、1997年（チェンバーズの著書からの抜粋集）
- The Complete Works of Oswald Chambers,Oswald ChambersnPublications Association,2000(チェンバーズの全集)
- 『限りなき主の栄光を求めて（My utmost for his highest）尾崎富雄訳』、いのちのことば社、2021

## 伝記
- V.レイモンド・エドマン著、舟喜信訳『人生のかき－信仰生活の秘訣を見出した人々(They found the secret)』いのちのことば社、1966年、72-84ページ
- David W. Lambert,Oswald Chambers,Bethany House Publishers,1997
- McCasland, David (1993). Oswald Chambers: Abandoned To God : the life story of the author of My Utmost for His Highest. Grand Rapids, Michigan: Discovery House Publishers. ISBN 1-57293-050-0